# کانگاریلا، استرالیای جنوبی
کانگاریلا (به انگلیسی: Kangarilla) یک شهرک در استرالیا است که در استرالیای جنوبی واقع شده‌است.

## جستارهای وابسته

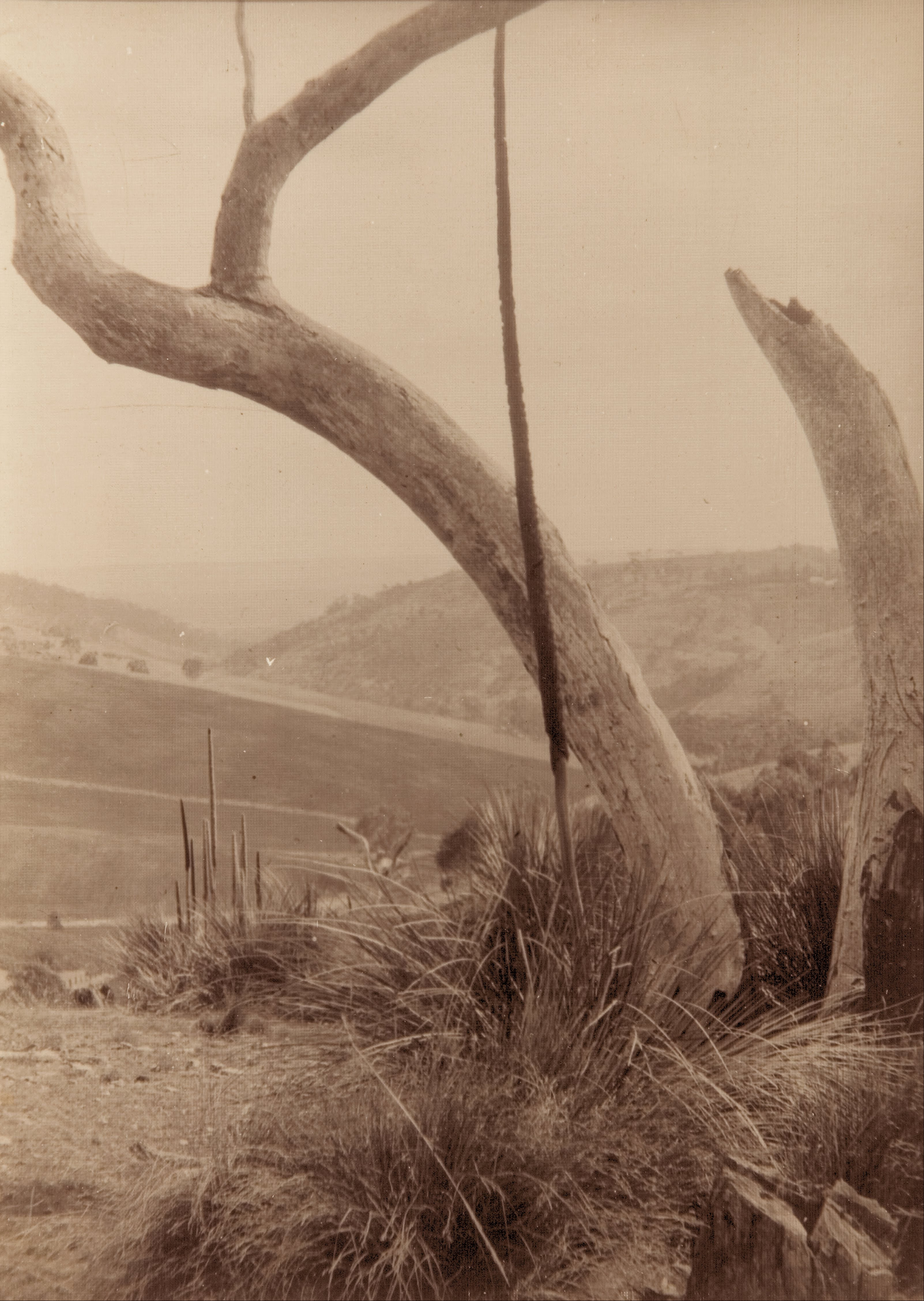
داشوود گولی، بخش کانگاریلا در استرالیای جنوبی در سده ۱۹۲۰